# 托比亚斯·卡尔松
托比亚斯·卡尔松（瑞典語：Tobias Karlsson，1981年6月4日—），瑞典男子手球运动员。他曾代表瑞典参加2012年和2016年夏季奥林匹克运动会手球比赛，其中2012年奥运会获得一枚银牌。